# Дёмино (Кочёвский район)
Дёмино — деревня в Кочёвском районе Пермского края России. Входит в состав Кочёвского сельского поселения.

## География
Располагается севернее районного центра, села Кочёво. Расстояние до районного центра составляет 4 км. 

## История
Населённый пункт на 1 июля 1963 года входил в состав Кочёвского сельсовета.

## Население
| 2010 |
| ---- |
| 94   |

По данным на 1 июля 1963 года, в деревне проживало 90 человек. 
Гендерный состав
По данным Всероссийской переписи населения 2010 года, в деревне проживало 94 человека (49 мужчин и 45 женщин).

## Инфраструктура
Церковь Николая Чудотворца.

## Транспорт
Доступно автомобильным транспортом. 